# エジヴァウド・オリヴェイラ・シャヴェス
ピッタ（Pita）ことエジヴァウド・オリヴェイラ・シャヴェス（Edivaldo Oliveira Chaves、1958年8月4日 - ）は、ブラジル・リオデジャネイロ出身の元サッカー選手、サッカー指導者。現役時代のポジションはフォワード、攻撃的ミッドフィールダー。

## 経歴
現役時代はブラジルのサントスFC、サンパウロFC、グアラニFC、フランスのRCストラスブールでプレー、1992年には日本のフジタ（現-湘南ベルマーレ）、1993年には名古屋グランパスエイトでプレー、Jリーグ通算8試合2得点の成績を残した。
引退後はサンパウロFCの監督を務め、2001年に川崎フロンターレのコーチとなった。同時にサンパウロFCの元選手で、ピッタを慕うマルシオ・エメルソン・パッソスも共に移籍した事で師弟関係は続いた。2001年8月、エメルソンと共に浦和レッドダイヤモンズのコーチとして移籍、シーズン途中のチッタ監督辞任に伴い監督に昇格した。就任後、チームの調子は上向かずJ1残留争いを余儀なくされた。しかし、エメルソンの活躍もあって残留を果たすもこの年限りで辞任し、ブラジルへ帰国したことで師弟関係は途切れることとなった。

## 所属クラブ
- 1978年 - 1984年  サントスFC
- 1984年 - 1988年  サンパウロFC
- 1988年 - 1991年  RCストラスブール
- 1991年  グアラニFC
- 1991年 - 1992年  フジタSC
- 1993年  名古屋グランパスエイト
- 1994年  インテル・デ・リメイラ

## 個人成績
| 国内大会個人成績 | 国内大会個人成績 | 国内大会個人成績 | 国内大会個人成績 | 国内大会個人成績 | 国内大会個人成績 | 国内大会個人成績 | 国内大会個人成績 | 国内大会個人成績 | 国内大会個人成績 | 国内大会個人成績 | 国内大会個人成績 |
| 年度             | クラブ           | 背番号           | リーグ           | リーグ戦         | リーグ戦         | リーグ杯         | リーグ杯         | オープン杯       | オープン杯       | 期間通算         | 期間通算         |
| 年度             | クラブ           | 背番号           | リーグ           | 出場             | 得点             | 出場             | 得点             | 出場             | 得点             | 出場             | 得点             |
| 日本             | 日本             | 日本             | 日本             | リーグ戦         | リーグ戦         | JSL杯/ナビスコ杯 | JSL杯/ナビスコ杯 | 天皇杯           | 天皇杯           | 期間通算         | 期間通算         |
| ---------------- | ---------------- | ---------------- | ---------------- | ---------------- | ---------------- | ---------------- | ---------------- | ---------------- | ---------------- | ---------------- | ---------------- |
| 1991-92          | フジタ           | 20               | JSL2部           | 27               | 12               | 2                | 0                |                  |                  |                  |                  |
| 1992             | フジタ           | 10               | 旧JFL1部         | 15               | 4                | -                | -                | 4                | 0                | 19               | 4                |
| 1993             | 名古屋           | -                | J                | 8                | 2                | 2                | 1                | 0                | 0                | 10               | 3                |
| 通算             | 日本             | 日本             | J                | 8                | 2                | 2                | 1                | 0                | 0                | 10               | 3                |
| 通算             | 日本             | 日本             | JSL2部           | 27               | 12               | 2                | 0                |                  |                  |                  |                  |
| 通算             | 日本             | 日本             | 旧JFL1部         | 15               | 4                | -                | -                | 4                | 0                | 19               | 4                |
| 総通算           | 総通算           | 総通算           | 総通算           | 50               | 18               |                  |                  |                  |                  |                  |                  |

## 代表歴

### 試合数
- 国際Aマッチ 7試合（1980年-1987年）[1]

| ブラジル代表 | 国際Aマッチ | 国際Aマッチ |
| 年           | 出場        | 得点        |
| ------------ | ----------- | ----------- |
| 1980         | 2           | 0           |
| 1981         | 1           | 0           |
| 1982         | 0           | 0           |
| 1983         | 2           | 0           |
| 1984         | 0           | 0           |
| 1985         | 0           | 0           |
| 1986         | 0           | 0           |
| 1987         | 2           | 0           |
| 通算         | 7           | 0           |

## 指導歴
- 1996年 - 1998年 サンパウロFCユース監督
- 1999年 サンパウロFC監督
- 2000年 サントスFC監督
- 2001年2月 - 7月 川崎フロンターレコーチ
- 2001年8月 浦和レッドダイヤモンズコーチ
- 2001年8月 - 12月 浦和レッドダイヤモンズ監督

## 監督成績
| 年度 | 所属 | クラブ | リーグ戦 | リーグ戦 | リーグ戦 | リーグ戦 | リーグ戦 | リーグ戦 | カップ戦   | カップ戦 |
| 年度 | 所属 | クラブ | 順位     | 試合     | 勝点     | 勝       | 分       | 敗       | ナビスコ杯 | 天皇杯   |
| ---- | ---- | ------ | -------- | -------- | -------- | -------- | -------- | -------- | ---------- | -------- |
| 2001 | J1   | 浦和   | 12位     | 12       | 12       | 3        | 3        | 6        | -          | 準決勝   |

- 2001年2ndステージ第4節より指揮（順位はステージ最終順位）。

## タイトル

### 選手時代
サントスFC
- カンピオナート・パウリスタ:1回（1978）

サンパウロFC
- カンピオナート・パウリスタ:2回（1985、1987）
- カンピオナート・ブラジレイロ・セリエA:1回（1986）

個人
- ボーラ・ジ・プラッタ:3回（1982、1983、1986）

### 指導者時代
サンパウロFC
- サンパウロカップ:1回（2000）